# Superstar: The Life and Times of Andy Warhol
Superstar: The Life and Times of Andy Warhol è un documentario del 1990 diretto da Chuck Workman e basato sulla vita del pittore statunitense Andy Warhol.